# Guy Peixoto
Guy Rodrigues Peixoto Junior (Belém, Pará, 13 de março de 1961) é um basquetebolista brasileiro, atuando pelos clubes Remo, Paysandu, Monte Líbano e Sport Club Corinthians Paulista, convocado pela seleção brasileira conquistou o título de Campeão Sul-americano. Atualmente é CEO do Grupo Horizonte e presidente da Confederação Brasileira de Basquete.
Natural de Belém, Guy é graduado em administração de empresas pela UniSantanna. É filho de Guy Rodrigues Peixoto e Maria de Lourdes Amorim.

## Guy Peixoto
Aos 11 anos Guy Peixoto foi chamado para integrar as categorias de base do Clube do Remo, onde esteve por nove anos e se destacou em todas as categorias, sempre campeão. Ali começava a brilhar a nova estrela do basquete brasileiro, que passou a representar o Pará em outros estados como Sergipe e São Paulo, onde conquistou o título de campeão brasileiro adulto e chegou a Seleção Paulista para jogar ao lado de nomes importantes do basquete nacional, como Israel Andrade e Cadum Guimarães.
Sendo convocado para a seleção brasileira de categorias de base, o paraense sagrou-se vice-campeão Mundial Sub-19, e logo após participou do Universidade na cidade romena de Bucareste, fazendo parte de uma promissora geração que marcou época no cenário nacional.
Em seu retorno a São Paulo foi Campeão Brasileiro Adulto e Taça Brasil de Clubes pelo time do Monte Líbano, na equipe treinada por Amaury Passos. 

## 1973
A partir de 1973, diariamente, sob a direção do técnico Zamba, professor de educação física e esportes, Guy Rodrigues Peixoto Júnior, aos 11 anos, se integrou às categorias de base do Clube do Remo, que reunia o mini, infantil, infanto-juvenil, juvenil e adulto. A escolinha do Leão Azul dava tratamento especial à formação dos futuros atletas azulinos, realizando um trabalho de massificação e base, e o Clube do Remo passou a obter excelentes resultados. A média de garotos burilados e preparados técnica e fisicamente, que ascendiam às categorias maiores, chagava a dez jogadores por ano, o que demonstrava a excelência do trabalho que era realizado no ginásio Serra Freire, em Belém. Em termos de competição, o resultado era inegável, pois as categorias infantil, infanto-juvenil e juvenil do Clube do Remo não perderam mais as disputas de torneios e campeonatos. Guy Peixoto não fugiu à regra e desde os 11 anos que passou a receber a preparação adequada e primorosa, sob a batuta do professor Zamba, despontou muito bem. Em 1973, Guy Peixoto foi lançado na equipe infantil do Clube do Remo e contribuiu para a conquista do Campeonato Paraense da categoria pelo Leão Azul, demonstrando de maneira cristalina que uma nova estrela começava a brilhar nas quadras paraenses.

## 1977
O Clube do Remo sagrou-se Campeão Paraense de Basquete Adulto Masculino comandado por Chico Cunha e Guy Peixoto se destacou como uma das mais expressivas peças do elenco azulino, que se defrontou com a Tuna e o Paysandu, sendo que na disputa do primeiro turno sua participação foi decisiva para a vitória do Clube do Remo por 84 a 83, sobre o Paysandu. Faltavam 6 segundos para o encerramento da partida, disputada no ginásio de esportes “Professor Nagib Matni”, da Escola de Educação Física e o atleta Beto Gaúcho, do Paysandu, teve direito a três lances livres e perdeu os três. Na largada para o ataque, Guy Peixoto recebeu falta e o Remo teve direito a dois lances livres. Guy Peixoto foi para a cobrança, errou o primeiro, mas acertou o segundo, colocando o Leão Azul na vantagem por 1 ponto de diferença em que o placar foi fechado com a vitória azulina: 84 a 83.O Clube do Remo conquistou também o segundo turno, sagrando-se Campeão Paraense de Adulto Masculino.
Ainda nessa temporada de 1977, Guy Peixoto foi tricampeão no infanto e tricampeão no juvenil pelo Clube do Remo e integrou a representação do Pará nas disputas dos Jogos Estudantis Brasileiros (JEBs). O Pará ficou na 9ª colocação. 

## 1978
Guy Peixoto representou o Pará nas disputas dos Jogos Estudantis Brasileiros (JEBs). O Pará ficou na 3ª colocação, em Aracaju (SE). Guy Peixoto foi o “cestinha” dessa competição, marcando 258 pontos, além de ter sido escolhido pela Comissão Organizadora dos Jogos Estudantis como o melhor atleta, pelo excelente índice técnico e disciplinar, o que foi motivo de orgulho para o esporte paraense. Nessa temporada, Guy Peixoto foi convocado para integrar a seleção paraense de basquete que iria competir no 31° Campeonato Brasileiro de Basquete Juvenil, disputado na cidade de Tupã (SP), em julho de 1978. O técnico do Pará era o professor Zamba, que levou a São Paulo estes atletas: Guy Peixoto, que se tornou o cestinha do Campeonato Brasileiro, assinalando 132 pontos na competição; Paulinho, Alemão, Leandro, Mário Solano, Pepê, Sanchez. O Pará alcançou a honrosa 4ª colocação no Campeonato Brasileiro.
Ainda nessa temporada, Guy Peixoto teve que se submeter a uma operação cirúrgica, tendo ficado 30 dias foras das atividades basquetebolísticas.
No final dessa temporada, Guy Peixoto deu sua colaboração ao Clube do Remo para a conquista do título de Pentacampeão Paraense de Basquete Juvenil, na data de 07.12.1978, ao derrotar o Paysandu por 99 a 75, sem precisar de uma série melhor de três pontos, pois os azulinos venceram os dois turnos. A equipe do Leão Azul possuía esta formação: Guy Peixoto, Alemão, Pepê, Paulinho, Thomaz, Júnior, Sanches, Leandro, Guto. 

## O melhor de 1979
Nessa temporada, Guy Peixoto foi eleito pelos cronistas esportivos paraenses integrantes da Aclep, como o melhor atleta de basquete masculino. A eleição da Aclep foi realizada na data de 30 de dezembro de 1979, no Clube dos 200. 

## Convocação para Seleção Brasileira
No auge de sua carreira como atleta, especificamente em 10 de abril de 1983, Guy foi convocado pela primeira vez a seleção brasileira de basquete, na ocasião comandada pelo técnico Renato Bruto Cunha, conquistando o título de Campeão Sul-americano.
O brilhantismo do ex-jogador despertava cada vez mais o interesse de outros clubes. Um novo convite surgia no Sport Club Corinthians Paulista, onde Guy Peixoto atuou antes de retornar a sua terra natal e jogar pelo Paysandu.
Desta vez ele fez parte do elenco do “papão” que 1991 conquistou seis títulos estaduais seguidos e torneios regionais importantes. E foi em casa que ele decidiu a dura missão.

## Único do Norte
No mês de março de 1979, a Confederação Brasileira de Basquete deu a conhecer os nomes dos integrantes da delegação do Brasil que iria tomar parte no VII Campeonato Sul-Americano de Basquete Juvenil, em Montevidéu, Uruguai, tendo convocado o atleta Guy Peixoto, que se constituiu no único da região Norte do Brasil no selecionado nacional.
A seleção nacional que disputaria o VII Campeonato Sul-Americano foi composta por 12 atletas: Fábio Bergman (camisa 4, 1,78 m), Sartori (camisa 5, 1,98 m), André Ernesto (camisa 6, 2,02 m), Guy Peixoto (camisa 7, 1,92 m), Rudnei Rodrigues (camisa 8, 1,80 m), Ivan Sakr (camisa 9, 1,83 m), Paulo César Vidal (camisa 10, 1,98 m), Wagner Machado (camisa 11, 1,97 m), João Henrique Pedrosa (camisa 12, 2,03 m), José Roberto (camisa 13, 1,95 m), Kleber Costa (camisa 14, 2,08 m), Israel Machado (camisa 15, 2,05 m). Técnico: Cláudio Mortari.
Na seleção brasileira no Sul-Americano de Juvenil Guy Peixoto se destacou e foi o “cestinha” do Brasil no torneio, marcando, ao todo 82 pontos nas cinco partidas, contra Venezuela, Paraguai, Chile, Argentina e Uruguai. O técnico do Brasil era Carlos Mortary.

## Monte Líbano Campeão Paulista
Um dos títulos mais expressivos conquistados em sua fulgurante carreira, Guy Peixoto destaca o da temporada de 1982, de Campeão Paulista de Basquete Adulto Masculino pela equipe do Monte Líbano, ao vencer a Francana (reforçada por Oscar) por 80 a 63, no ginásio poliesportivo de Franca, dirigida pelo técnico Amaury Passos, contratado para substituir a Mical, que foi para o Corinthians.Sobre a utilidade de Guy Peixoto para a conquista do título de campeão paulista pelo Monte Líbano. O Monte Líbano formou sua equipe, campeã paulista de 1982, com Guy Peixoto, Israel, André, Cadum, João Marin, Kleber, Rubinho, Wallace (USA).
Guy Peixoto fez um Campeonato Paulista irretocável, ele se constituiu no grande craque do certame bandeirantes, tendo sido premiado com o Troféu Girafa, a maior premiação da Federação Paulista de Basquete. Essa equipe foi o embrião de um dos times mais vitoriosos do basquete brasileiro, uma equipe fantástica, extraordinária. Nesse mesmo ano de 1982, Guy Peixoto foi emprestado para jogar o Campeonato Sul-Americano pela Associação Atlética Francana, que possuía em seu esquadrão jogadores do quilate técnico de Hélio Rubens, Sílvio, Peninha, Guerrinha, Gilson, Robertão. A Francana perdeu a partida final para o Ferro Carril Oeste, da Argentina, com o Ginásio Luna Park, recebendo 12.000 torcedores, em Buenos Aires. Disputaram as finais do certame paulista de 1982, as equipes do Monte Líbano, Tênis Clube São José, Francana, Esporte Clube Sírio, Tênis, Clube de São José dos Campos.

## Campeão da Taça Brasil de Clubes (Campeonato Brasileiro)
Pelo Monte Líbano, Guy Peixoto conquistou em dezembro de 1982, a Taça Brasil de Clubes. O certame foi iniciado na noite de 09.12.1982, no Ginásio do Palmeiras, com dois jogos: Monte Líbano 88 x Sírio 79 e Francana 90 x Tênis Clube de São José dos Campos 80. Nessa primeira rodada, o Monte Líbano colocou na quadra Guy (22), Wallace (21), Cadum (19), Israel (17), André (9), João Marin (0). O técnico do Monte Líbano era Amaury Passos. Na segunda rodada, na noite de 10.12.1982, no ginásio do Palmeiras, o Sírio venceu a Francana por 93 a 87, no primeiro jogo, enquanto que na segunda partida, o Monte Líbano obteve uma vitória espetacular, nos últimos segundos da partida, por 72 a 71. O Monte Líbano jogou e venceu com Guy Peixoto (17), Cadum (14), Israel (14), André (10), Wallace (9), João Marin (8). Técnico: Amaury Passos. 
Na terceira rodada e final da 18ª Taça Brasil de Basquete, 12.12.1982, no ginásio do Parque Antarctica, o Monte Líbano conquistou brilhantemente o título de campeão, ao bater a Francana por 75 a 73. A conquista foi invicta. O Monte Líbano lançou à quadra Wallace (24), André (16), Cadum (13), Guy Peixoto (10), João Marin (6), Kleber (4), Israel (2). Técnico: Amaury Passos. 
A Francana jogou com Carlão (12), Hélio Rubens (6), Fausto (24), Guerrinha (10), Sílvio (10), Robertão (11). Técnico: Pedroca.
Com a conquista da 18ª Taça Brasil de Basquete, o Clube Atlético Monte Líbano obteve o direito de representar o Brasil no Campeonato Sul-Americano de Clubes, na temporada de 1983.
Na fase de classificação, o Monte Líbano foi o vencedor do grupo sediado em Goiânia (GO), que teve além do próprio Monte Líbano, o Fluminense, Jóquei e Uberlândia, além da fase semifinal, disputada em Belo Horizonte, que contou Monte Líbano, Francana, Ginástico (MG) e Flamengo (RJ).

## Um Baque na carreira
Em 1984, Guy Peixoto viveu a sua melhor fase no basquete nacional e estava “voando”, por assim dizer, quando sofreu uma lesão no joelho, que naquela época exigia uma operação (hoje, essa mesma lesão se trata com raio laser). Guy sonhava em ser convocado e integrar a seleção brasileira que disputaria as Olimpíadas de Los Angeles (EUA). Guy Peixoto chegou a ser convocado para os treinos da seleção brasileira pelo técnico Brito Cunha, que acabou cortando-o da relação que iria disputar as Olimpíadas. Desmotivado, Guy Peixoto tomou a decisão de parar de jogar em São Paulo e retornar a Belém do Pará.

## 1986 - Campeão Paraense pelo Paysandu
Na temporada de 1986, Guy Peixoto já ambientado ao Paysandu Sport Club, deu sua parcela de contribuição para a conquista do título de Bicampeão da Taça "Estado do Pará", destinada ao Campeão Paraense de Basquete, categoria de Adultos, Masculino. Esse título foi conquistado pelo Paysandu já na temporada de 1987, mas valeu pelo ano de 1986.  O Paysandu disputou uma série de jogos contra o Remo: 17.02.1987 - Paysandu 70 x 80 Remo; 26.02.1987 - Paysandu 69 x 77 Remo; 10.03.1987 - Paysandu 70 x 68 Remo; 12.03.1987 - Paysandu 68 x 80 Remo; Paysandu 86 x 69 Remo; Paysandu 64 x 70 Remo; Paysandu 63 x 55 Remo.
O Paysandu conquistou o bicampeonato com este elenco: Pepê, Wilsão, Paulinho, Papi, Guy Peixoto, Rick, Beto Gaúcho, Padeiro, Mário Pontes, Casseb, Mauro Leite, Muller, Mauro Maré, Marco Antônio. Como diretores, trabalharam para dar o título de bi ao Paysandu, Manoel Acácio (“Maneca”), Pelé, Gueiros, Joélcio, Elzemann Neves. O treinador foi Jorge Seráfico.O Clube do Remo disputou o certame estadual paraense com este elenco: Júnior, Pedrão, Cavalinho, Mingau, Caetano, Percílio. Técnico: Zamba.

## Imortalização da Camisa 7
Mesmo após encerrar sua carreira dentro das quadras, Guy Peixoto nunca abandonou uma de suas maiores paixões, o basquete. Agora como um empresário de sucesso, ajuda aos clubes da sua terra natal. Tudo isso para nunca deixar desaparecer aquilo que lhe formou como homem: o basquete. E por ser tão presente e fiel as suas origens, foi homenageado com a imortalização da camisa 07 e com o lançamento da camisa retrô do Paysandu.
Na data de 26.08.2015, um sábado, o Paysandu Sport Club mobilizou seus torcedores, associados, atletas de basquete e dirigentes para prestar uma homenagem ao ex-atleta Guy Peixoto, por tudo que ele fez para elevar o nome do Clube no cenário desportivo regional e nacional, como atleta e posteriormente como abnegado, contribuindo sobremaneira para os projetos que possibilitaram ao Bicolor a participação com destaque (5º lugar) na Nossa Liga de Basquete (NBL), competição nacional que antecedeu o Novo Basquete Brasil (NBB) e a conquista da Copa Norte de Clubes, em 2008.
A homenagem da diretoria do Paysandu, à frente o presidente, Alberto Maia, e seu vice-presidente, Sérgio Serra, foi referendada pelo Conselho Deliberativo, que a aprovou. Guy Peixoto foi imortalizado como o Melhor Jogador do Basquete do Paysandu, em todos os tempos, com o lançamento da Camisa “retrô” de nº 7, que Guy Peixoto sempre vestiu quando defendeu o Paysandu Sport Club nas quadras e foi campeoníssimo. Na ocasião, Guy Peixoto fez a doação da Camisa de nº 7 que ele usou quando da conquista do Hexampeonato de Basquete Adulto pelo Papão, em 1990. A camisa 7 será uma das peças mais valiosas do futuro Museu do Paysandu e a partir dessa homenagem, nenhum jogador de basquete do Bicolor poderá utilizar a camiseta de nº 7.
A Camisa n° 7 foi eternizada e o Paysandu fez o seu lançamento oficial nessa data, passando a comercializá-la em sua loja.
Guy Peixoto usou a camisa 7 do Papão durante sete anos, conquistando títulos e registrando várias marcas importantes e históricas.
Alberto Maia enalteceu os feitos de Guy Peixoto, a nível regional, nacional e internacional, parabenizando-o pelas conquistas alcançadas em sua brilhante carreira e augurando votos de que o Paysandu possa ter no futuro atletas do quilate de Guy Peixoto, que sempre honrou os clubes pelos quais passou, com sua técnica refinada e sua disposição nas quadras.
Guy Peixoto usou da palavra e declarou que “estou muito feliz, já que depois de muitos anos o Paysandu reconheceu e resolveu homenagear o único jogador de basquetebol do Estado do Pará a vestir e honrar a camisa do Paysandu, da seleção Paulista, da Seleção Brasileira Juvenil, Adulta e Universitária. Espero que com a ajuda minha empresa (Grupo Horizonte), eu consiga realizar o sonho de termos outros atletas paraenses vestindo a camisa da seleção brasileira de basquete.”    
Dezenas de jovens atletas do basquetebol bicolor se fizeram presentes ao evento, além de torcedores, associados, dirigentes e ex-dirigentes do Paysandu, ex-atletas da época de Guy Peixoto, que foram lhe dar um abraço e parabenizá-lo pela homenagem que acabara de receber. A imprensa, emissoras de rádio e televisão comparecerem para registrar a homenagem do Paysandu Sport Club a Guy Peixoto.
Guy Peixoto autografou dezenas de camisas e foi solicitado por numerosas pessoas para posar para fotos.
Ressalte-se que o grande astro do basquete do Brasil, Oscar, foi o primeiro jogador a ter recebido uma homenagem de um clube, que eternizou a camisa do seu ex-atleta, que foi o Clube de Regatas do Flamengo (RJ).
Guy Peixoto foi o segundo jogador de basquete do Brasil a receber tal homenagem, com a eternização da camisa 7, que ele usou na sua trajetória de títulos de campeão pelo Paysandu Sport Club.
Depois da homenagem a Guy Peixoto, mais dois atletas tiveram suas camisas eternizados por agremiações que defenderam: Walmir Marques, pelo Clube Tumiarú, de São Vicente (SP) e Larry Taylor, do Bauru Basquete, da cidade de Bauru (SP). 

## Eleição da Confederação Brasileira de Basquete
Guy Peixoto foi convocado por um time campeão, que assim como ele, possuem histórias que se misturam a tudo que aconteceu até hoje no basquete brasileiro. E assim, ele vai dar continuidade a tudo que fez nas quadras, enfrentando mais um desafio: o de tornar a Confederação Brasileira de Basketball tão vitoriosa e respeitada quanto a sua carreira. Requisitos como atleta e gestor ele já demonstrou que possui, assim como habilidade e determinação para trabalhar em equipe. Por isso, considera que suas propostas para federação são pautadas em sua filosofia de vida: amar tudo o que faz e ser um vencedor.

## Presidente da Confederação Brasileira de Basquete
A eleição da Confederação Brasileira de Basquete (CBB) para o quadriênio 2017-2021 foi realizada no dia 10 de março de 2017, no auditório do Comitê Olímpico do Brasil (COB), e Guy Peixoto teve 17 votos contra nove do candidato Amarildo Rosa e uma abstenção.
CHAPA TRANSPARÊNCIA
Presidente: Guy Rodrigues Peixoto Junior
Vice-Presidente: Manoel Cid Lorenzo Costa Castro
Conselho Fiscal
Membros Efetivos: Carllos Mauricio Carpez Ettinger, Hugo José dos Santos Teixeira e Paulo Sergio Paiva Rêgo 
Suplentes: José Manuel Silva de Brito, Rodrigo Donato Oliveira e Carlos Eduardo Carvalho Montorfano
Voto a voto
Chapa Transparência (17 votos)
Acre – Alagoas – Amapá – Amazonas – Ceará – Distrito Federal – Espírito Santo – Goiás – Maranhão – Mato Grosso – Mato Grosso do Sul – Minas Gerais – Pará – Paraíba – Rondônia – Roraima e Associação de Atletas Profissionais de Basquetebol.
Chapa Bola na Cesta (9 votos)
Bahia – Paraná – Pernambuco – Piauí – Rio de Janeiro – Rio Grande do Sul – Santa Catarina – São Paulo – Sergipe
Abstenção do Rio Grande do Norte

## Títulos da Carreira
Em 18 anos jogando basquete, Guy Peixoto se destacou como o mais vitorioso e premiado atleta do basquete do Pará em todos os tempos. Isso é incontestável.
Confira a jornada gloriosa do atleta Guy Peixoto:
1.972 – Remo - Campeão Paraense de Mini-Basquete
1.973 – Remo - Campeão Paraense de Basquete Infantil
1.976 – Remo - Campeão Paraense de Basquete Infanto-Juvenil e Juvenil
1.977 – Remo - Tricampeão Paraense de Basquete Infanto
Remo - Tricampeão Paraense de Basquete Juvenil
Remo – Campeão Paraense de Basquete Adulto
1.978 – Remo - Tricampeão Paraense de Basquete Juvenil
Remo – Pentacampeão Paraense de Basquete Juvenil
Convocação para a Seleção Paraense de Basquete Juvenil – Jebs
“Cestinha” dos Jebs, com 132 pontos assinalados
Melhor atleta dos Jebs – Escolha da Comissão Organizadora
Convocação para a Seleção Paraense – Brasileiro – Juvenil
1.979 – Seleção Brasileira - Campeão Sul-Americano de Basquete Juvenil – (Local da disputa: Uruguai)
“Cestinha” do Brasil no Campeonato Sul-Americano Juvenil – 82 pontos
Transferido para Clube Atlético Monte Líbano (SP)
Seleção Brasileira - I Campeonato Mundial de Basquete Juvenil
Eleito pela Aclep – Melhor jogador de basquete do Pará na temporada de 1979
1.980 – Seleção Brasileira – Vice-Campeão Pan-Americano Juvenil (Buenos Aires)
1.980 – Monte Líbano – Melhor jogador do Campeonato Paulista Juvenil
1.980 – Monte Líbano - Atleta Revelação do Campeonato Paulista Adulto
1.981 - Seleção Brasileira Universitária -  Universiade, em Bucareste, Romênia.
1.982 – Seleção Paulista – Campeão Brasileiro de Basquete Adulto
1.982 – Agraciado com o Troféu “Girafa” – Maior Premiação da Federação Paulista de Basquete
Monte Líbano – Campeão Invicto da Taça Brasil de Clubes (Campeonato Brasileiro)
Monte Líbano – Campeão Paulista de Basquete Adulto
1.983 – Estreia na Seleção Brasileira de Basquete Adulto
1.983 – Associação Atlética Francana (SP) – Vice-Campeão Sul-Americano de Clubes
1.985 – Contratado pelo Sport Club Corinthians Paulista
1.986 – Paysandu - Campeão Paraense de Basquete
1.987 – Paysandu – Bicampeão Paraense de Basquete Adulto
1.987 – Paysandu – Campeão do Torneio Norte-Nordeste de Clubes
1.987 – Paysandu - Campeão da Taça Estado do Pará
1.988 - Seleção Paraense – Taça Brasil de Clubes Campeões - RJ
1.990 – Paysandu - Campeão Paraense de Basquete Adulto
1.991 – Paysandu – Campeão do Torneio Aberto de Basquete Adulto (FPB)
2.015 – Homenagem do Paysandu Sport Club – Imortalizado com a camisa 7 como Melhor Atleta de Basquete da história da Agremiação. 